# Felice Cavallotti

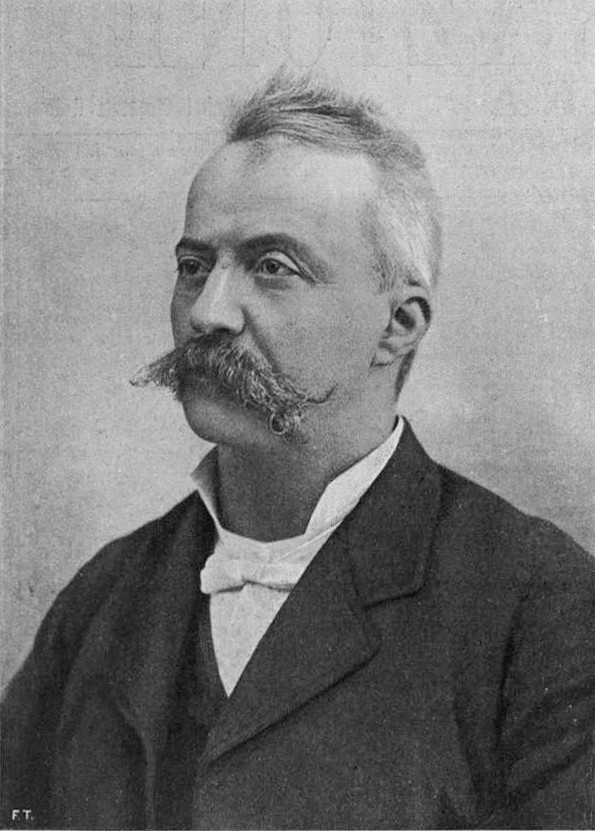
Felice Cavallotti 1898, im Jahr seines Todes

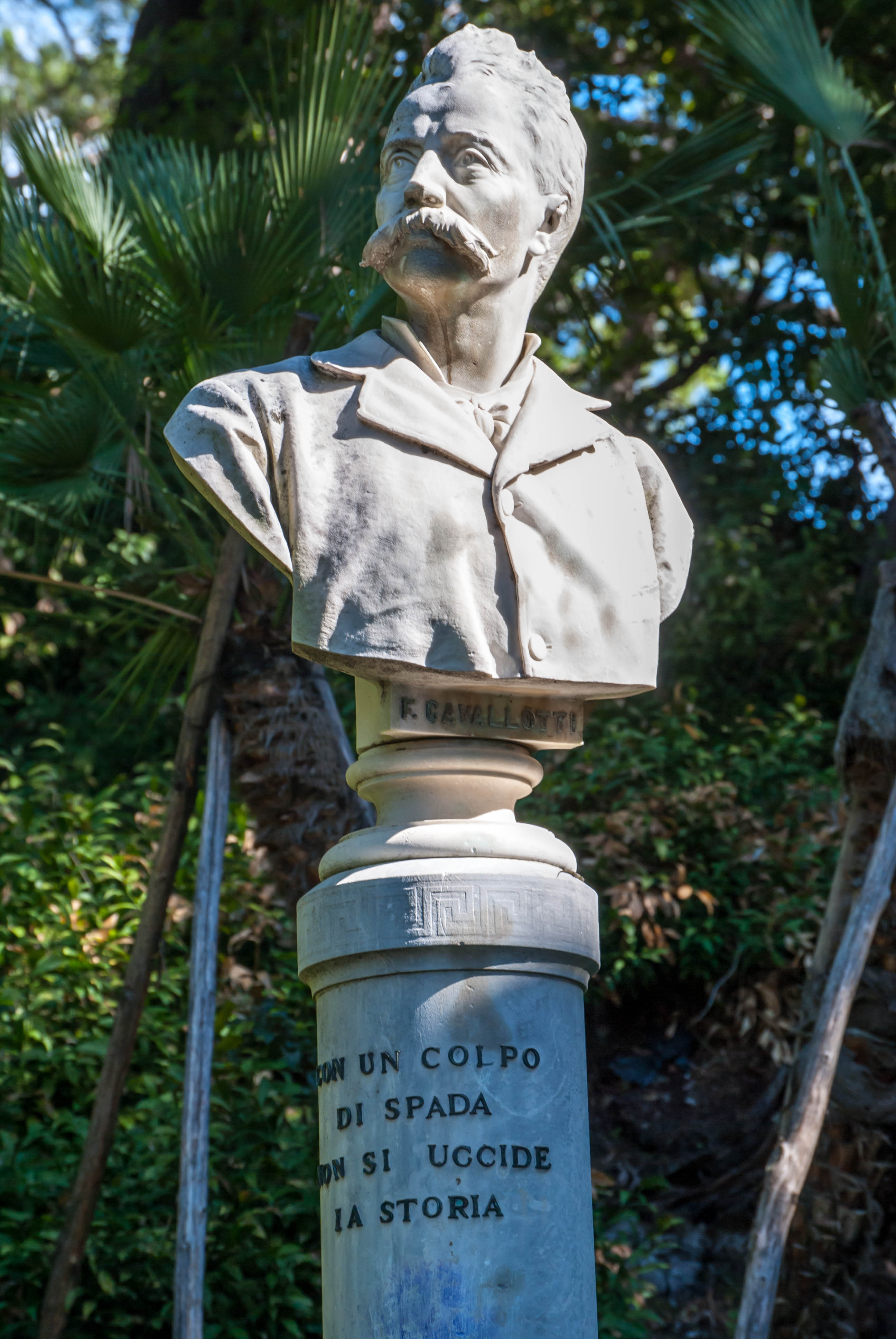
Büste Cavallottis in der Villetta Di Negro, Genua

Felice Cavallotti (* 6. Mai 1842 in Mailand; † 6. März 1898 in Rom) war ein italienischer Politiker, Journalist, Schriftsteller und Übersetzer. Er kam in einem Duell zu Tode, das in ganz Europa Aufsehen erregte.

## Leben
Der Sohn eines Angestellten der Finanzverwaltung schloss sich bereits 1860 dem von Giacomo Medici organisierten Zug der Tausend Giuseppe Garibaldis an und kämpfte bei Milazzo und Volturno. Im Oktober des Jahres arbeitete er in Neapel für den von Alexandre Dumas gegründeten Indipendente. Nach seiner Rückkehr nach Mailand schrieb er für verschiedene kleine Zeitungen und wurde 1863 Redakteur bei der Gazzetta di Milano.
1865 gründete er das Journal Lo Scacciapensieri, das er im Folgejahr wieder einstellte, um sich Garibaldi im Dritten Italienischen Unabhängigkeitskrieg anzuschließen. Von Achille Bizzoni, der nach Lugano fliehen musste, übernahm er darauf die Leitung des Gazettino rosa. Von 1870 bis 1871 leitete er die Zeitschrift Il Lombardo. In den nächsten Jahren verfasste er mehrere Dramen, darunter I Pezzenti (1871), Agnese (1873), Guido (1873), Alcibiade, la critica e il secolo di Pericle (1874) und I Messeni (1877). Außerdem übersetzte er David Friedrich Strauß’ 1835–36 erschienene Schrift Das Leben Jesu, kritisch betrachtet ins Italienische.
1873 wurde er in die Camera dei deputati gewählt, wo er sich für die Wahlreform einsetzte, Garibaldis Lega della democrazia unterstützte und 1883 einer der Promotoren des Fascio della democrazia wurde. In den 1890er Jahren war er Vordenker der Lega italiana per la difesa della libertà. Er führte seine politischen Auseinandersetzungen nicht nur mit Vehemenz und Angriffslust im Parlament, sondern trug auch insgesamt 32 Duelle aus, obwohl in allen italienischen Staaten Duelle längst untersagt waren und nach der Einigung Italiens 1875 ein Gesetz in Kraft trat, das Duelle verbot.

## Duell und Tod
Im Herbst 1897 wurde Cavallotti von einem Anwalt wegen Verleumdung verklagt. Da er Parlamentsabgeordneter war, musste die Aufhebung der Immunität beantragt werden. Einer seiner parlamentarischen Gegner, der Conte Ferruccio Macola, der mit ihm ursprünglich befreundet war, leitete außer seiner politischen Tätigkeit die wichtige konservative Tageszeitung Gazzetta di Venezia. In seiner Zeitung unterstellte Macola, Cavallotti habe sich widerrechtlich in die Entscheidungskommission eingemischt und zu eigenen Gunsten interveniert, um die Immunität zu behalten. Cavallotti warf in Gegenartikeln den Autoren der Gazzetta di Venezia vor, sie seien „berufsmäßige Lügner“, was Macola wiederum mit Polemiken beantwortete. Vermittlungsversuche scheiterten, der Streit eskalierte. Schließlich forderte Cavallotti den Grafen Macola zum Duell. Am 4. März 1898 wurde von den Sekundanten Cavallottis, Achille Bizzoni und Camillo Tassi, und jenen Macolas, Carlo Donati und Guido Fusinato (mit Ausnahme Bizzonis alles Abgeordnete) ein Protokoll über die Durchführung des Duells mit Säbeln unterzeichnet.

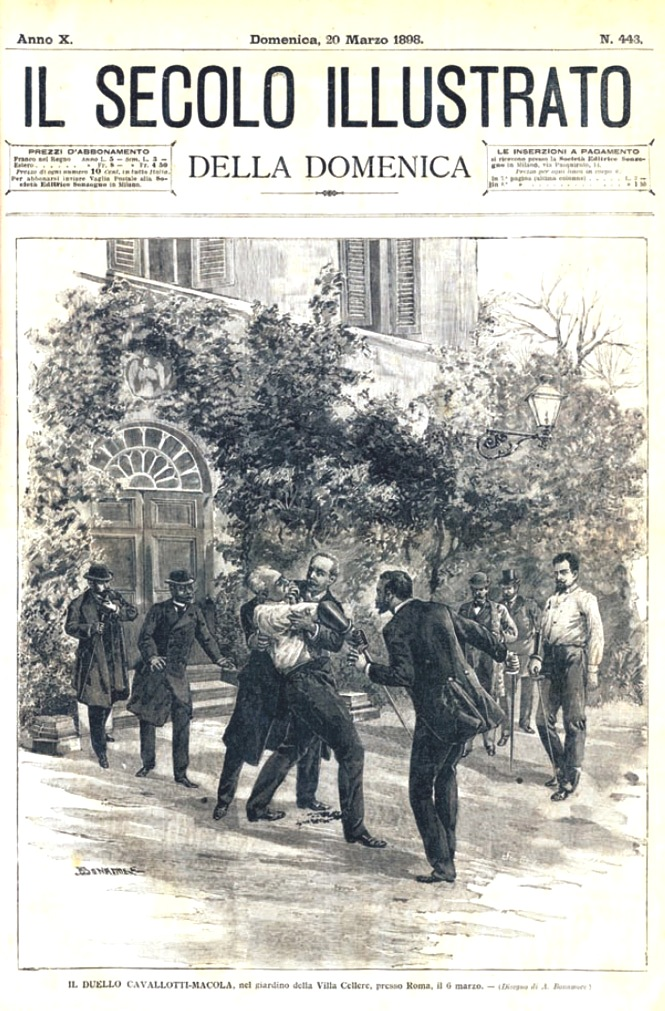
Das Duell zwischen den Abgeordneten Onorevole Cavallotti und Onorevole Macola am 6. März 1898 im Garten der Villa Cellere, eine zeitgenössische Lithographie vom 20. März 1898

Der Herausforderer Cavallotti galt als Favorit im Zweikampf. Die Zeitgenossen beschrieben ihn als

„Persönlichkeit mit einem leidenschaftlichen und eigensinnigen Charakter, der zuvor schon zweiunddreißig Duelle gewonnen hatte, ohne jemals einen Gegner zu töten“

Ferruccio Macola hatte mit sechzehn bis achtzehn Duellen etwas weniger Kampferfahrung, doch er war sportlich, größer, jünger als der damals schon 56-jährige Cavallotti und hatte eine größere Reichweite mit der Hiebwaffe. Es war abzusehen, dass Cavallotti bei einem Säbelduell wenig Chancen hatte. Es wäre ein ungleicher Kampf gewesen – wenn Macola, der das Duell nicht wollte, überhaupt angegriffen hätte. Aber das tat er nach Augenzeugenberichten nicht. Am 6. März 1898 trafen sich die Kombattanten mit ihren Sekundanten im Park der Villa der Contessa Cellere vor den Toren Roms. Die Begegnung dauerte nur wenige Minuten. Macola stand nur unbewegt da und wehrte die Attacken Cavallottis ab. Beim dritten Ausfall, den Macola mit gestrecktem Säbel parierte, wurde Cavallotti Opfer eines unglücklichen Zufalls. Er hatte in einem vorausgegangenen Duell einige Schneidezähne verloren. Durch diese Zahnlücke drang die Waffe des Gegners in seine Kehle und durchschnitt die Carotis. Nach kürzester Zeit war er verblutet.

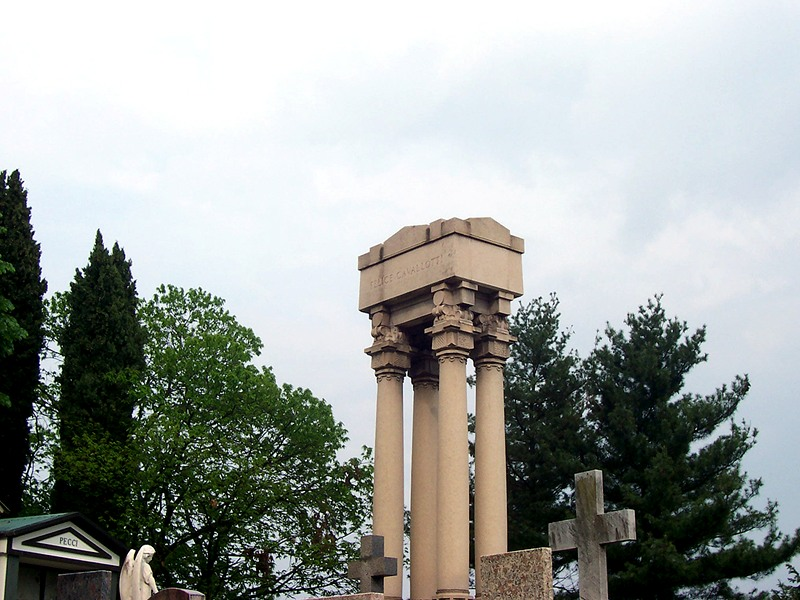
Grabdenkmal von Felice Cavallotti in Dagnente

## Die Folgen
Cavallottis Leichnam wurde nach Dagnente am Lago Maggiore (heute Ortsteil von Arona) überführt, ein drei Kilometer langer Leichenzug begleitete den Sarg, der Sozialist Filippo Turati hielt in Mailand eine Leichenrede, der Dichter Giosuè Carducci eine in der Universität von Bologna. Die Erinnerung an Cavallotti blieb lebendig, viele Straßen und Plätze in italienischen Städten wurden nach ihm benannt, eine Unzahl Denkmäler und Büsten wurde aufgestellt.
Duelle waren zwar verboten, wurden aber toleriert, doch im Todesfall wurde der Verursacher bestraft. Das Schwurgericht in Rom verurteilte Ferruccio Macola am 21. Oktober 1898 zu dreizehn Monaten Haft, die Sekundanten wurden freigesprochen. Im Berufungsverfahren wurde die Strafe reduziert, aber dank einer Amnestie musste sie Macola niemals antreten. Die historische „Extreme Linke“ sorgte jedoch dafür, dass er gesellschaftlich und politisch geschnitten wurde. Er verwand Cavallottis Tod nicht. Im August 1910 beging er Selbstmord.
Die Linke verlor einen bedeutenden Wortführer der Opposition gegen das Haus Savoyen. Die Repressionen des Polizeistaats nahmen zu, bei der Niederschlagung der Mailänder Erhebung im Mai 1898 durch den General Fiorenzo Bava Beccaris gab es hunderte Tote. 1900 gipfelten die sozialen und politischen Spannungen im Attentat auf Umberto I., der in Monza vom Anarchisten Gaetano Bresci erschossen wurde. Unmittelbar nach Cavallottis Tod kursierte weithin eine Verschwörungstheorie, der zufolge der vormalige Premierminister Francesco Crispi Auftraggeber eines Mordes, mithin der wahre Schuldige und Macola nur ein Werkzeug der katholisch-konservativen Rechten gewesen sei.
Dieses Gerücht, das historisch in keiner Weise belegt werden konnte, spiegelt sich im Vers, den der Dichter Lorenzo Stecchetti an Crispi adressierte und der auch auf der Büste Cavallottis in Genua (siehe Bild) zu finden ist:

“Nel mortal duello / non fu tua la vittoria.
Con un colpo di spada o di coltello / non si uccide la Storia!”

„Im tödlichen Duell / hast nicht du gesiegt. / Mit dem Hieb eines Schwerts oder Messers tötet man nicht die Geschichte“